# Campostoma
Genre
Campostoma est un genre de poissons téléostéens de la famille des Cyprinidae et de l'ordre des Cypriniformes qui se rencontre en Amérique du Nord.

## Liste des espèces
Selon FishBase (1 octobre 2015) :
- Campostoma anomalum (Rafinesque, 1820)
- Campostoma oligolepis C. L. Hubbs & Greene, 1935
- Campostoma ornatum Girard, 1856
- Campostoma pauciradii Burr & Cashner, 1983
- Campostoma pullum (Agassiz, 1854)